# Lupin III (filme)
Lupin III (ルパン三世, Rupan Sansei) é um filme de ação japonês realizado por Ryuhei Kitamura e baseado no mangá homónimo de Monkey Punch. Estreou-se no Japão a 30 de agosto de 2014.

## Elenco
- Shun Oguri como Arsène Lupin III
- Tetsuji Tamayama como Daisuke Jigen
- Gō Ayano como Goemon Ishikawa XIII
- Meisa Kuroki como Fujiko Mine
- Tadanobu Asano como Koichi Zenigata
- Jerry Yan como Michael Lee
- Kim Joon como Pierre
- Thanayong Wongtrakul como Royal
- Kazutaka Yoshino como Saber
- Yuka Nakayama como Maria
- Yoshiyuki Yamaguchi como Jiro
- Kohtee Aramboy como Joseph
- Rhatha Phongam como Miss V
- Vithaya Pansringarm como Narong
- Nirut Sirijanya como Pramuk
- Nick Tate como Thomas Dawson